# Omslagstelsel

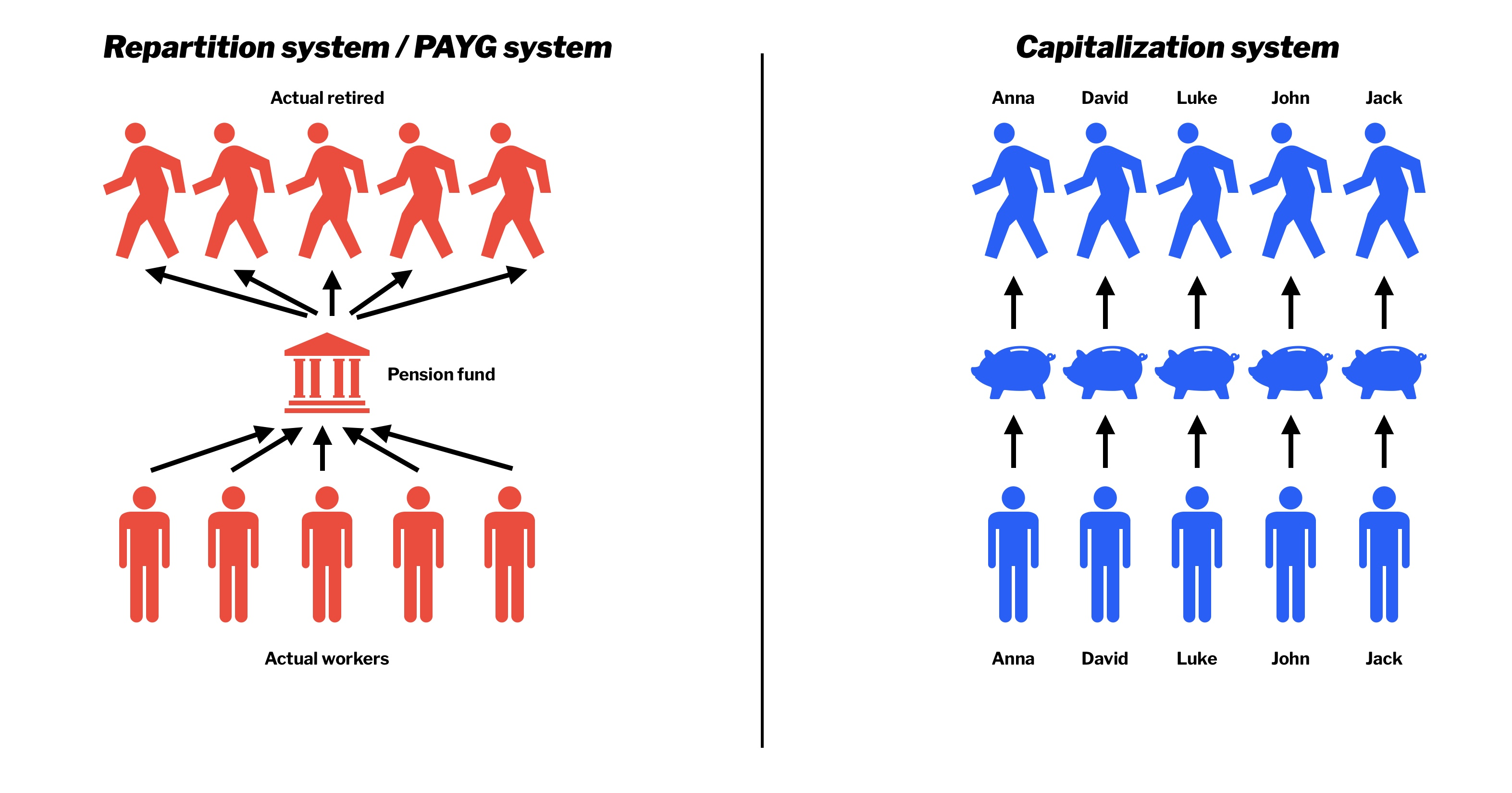

Omslagstelsel (in België repartitiestelsel, in andere landen Pay-As-You-Go or PAYG) is pensioenterminologie waarin pensioenen meteen worden betaald uit de lopende premieontvangsten in plaats van het te lenen. De nadruk ligt hier op de zogenaamde eerste pijler, de directe staatsuitkeringen. In een omslagstelsel is er dus geen opbouw van pensioenvermogen. Het omslagstelsel houdt een zeer grote mate van solidariteit in, waardoor het vooral in landen met een sterk socialistisch verleden als België, Spanje, Portugal en Frankrijk gezien wordt als een verworvenheid van de klassenstrijd. Het omslagstelsel is echter gevoelig voor demografische veranderingen: als de bevolking vergrijst verandert de verhouding tussen gepensioneerden en werkenden. Werkenden moeten meer gepensioneerden onderhouden, dus de premie moet stijgen of de pensioenuitkeringen moeten worden gekort. Landen met een omslagstelsel lossen dit in veel gevallen tijdelijk op door de pensioenverplichtingen uit de algemene middelen bij te springen, maar ook deze algemene middelen moeten uiteindelijk worden opgebracht door de belastingbetaler. 
De Organisatie voor Economische Samenwerking en Ontwikkeling heeft berekend dat tussen 2013 en 2035 in de meeste landen een vergrijzingsgolf zal plaatsvinden. Omslagsystemen zijn hier niet tegen bestand. Critici bestempelen zulke systemen soms als een piramidespel (ook: ponzifraude). Charles Ponzi was een oplichter die, om beleggers hun zogenaamde winst uit te keren, het geld van nieuwe beleggers gebruikte. Zo'n model stort in wanneer er onvoldoende nieuwe beleggers toestromen om de eersten te vergoeden. Er wordt weleens gezegd dat pensioensystemen, die niet gebaseerd zijn op kapitalisatie maar op omslag of repartitie (unfunded pensions) eigenlijk neerkomen op een soort ponzifraude. Het omslagstelsel herverdeelt de welvaart tussen de werkenden en de gepensioneerden.
In sommige landen vinden pensioenhervormingen plaats, die de pensioenbelofte verkleinen. Andere landen zijn een demografische reserve aan het aanleggen: een reservefonds, gevoed uit de overheidsbudget, waarvan de investeringsopbrengst en het gespaarde kapitaal de premie politiek aanvaardbaar moet houden. Hoewel het omslagstelsel gevoelig is voor demografische veranderingen, is het niet gevoelig voor ontwikkelingen op de financiële markten. Bij het kapitaaldekkingsstelsel (in België kapitalisatiestelsel) is dat precies omgekeerd, en ligt de nadruk op de tweede pijler (pensioenfondsen). Uit oogpunt van risicoverkleining is er een opvatting dat men het beste een pensioensysteem kan hebben dat zowel een stuk omslagstelsel als een stuk kapitaaldekkingsstelsel in zich heeft. Daarbij kan men (onder andere fiscaal) aanmoedigen dat de mensen ook zelf geld opzijleggen, dat is de zogenaamde derde pijler.

## Depositogarantiestelsel
In Nederland is ook het depositogarantiestelsel een omslagstelsel. Als een bank in Nederland failliet gaat, dan krijgen de rekeninghouders van De Nederlandsche Bank een uitkering krachtens het depositogarantiestelsel, wat naar rato van de bedrijfsomvang wordt verhaald op de andere banken. Vervolgens hebben die een vordering op de failliete boedel.
De andere banken moeten per saldo opdraaien voor dat deel van de uitkeringen vanwege het depositogarantiestelsel dat niet op de failliete boedel kan worden verhaald.